# Вирій

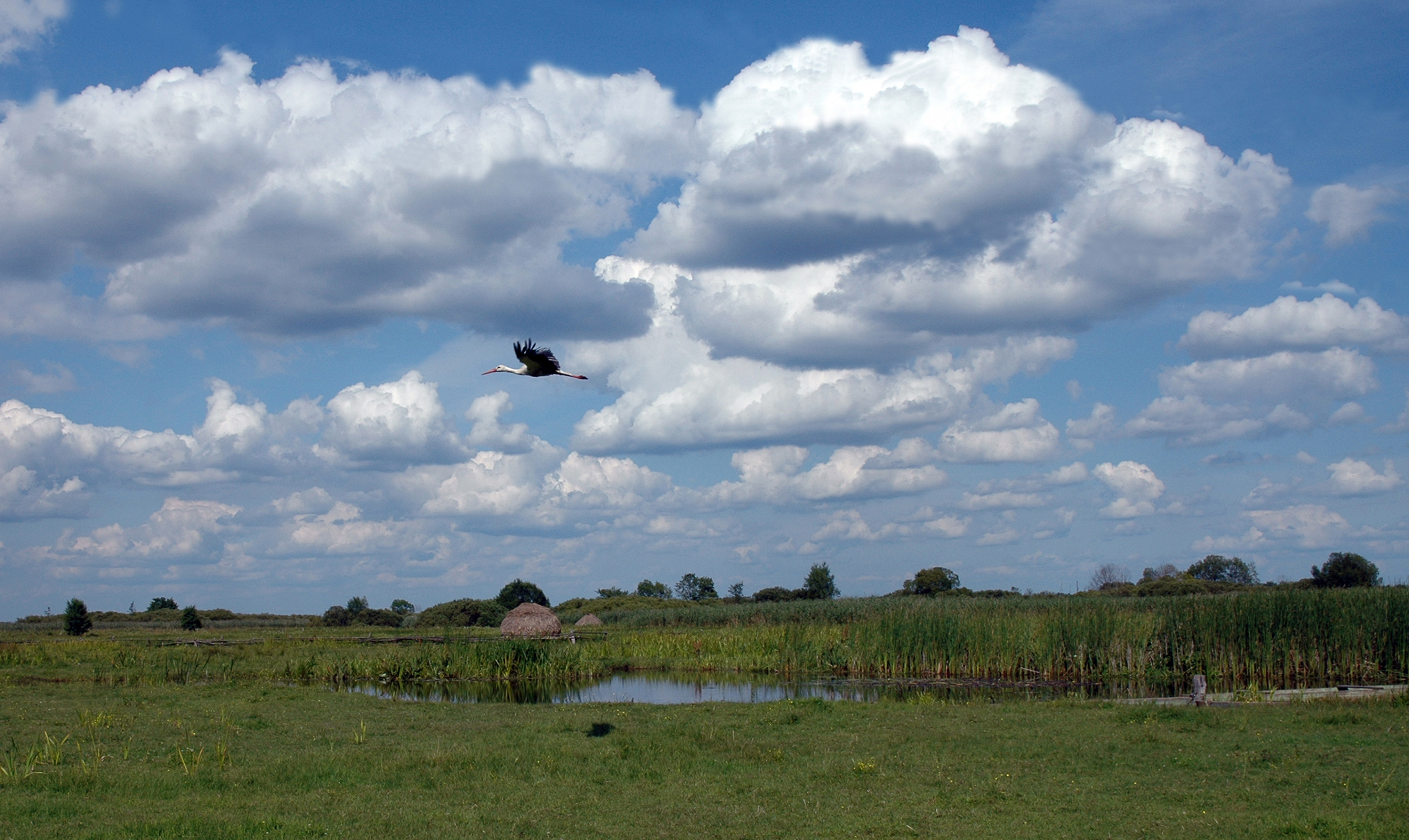
Лелека летить в ирій

Ви́рій або и́рій, і́рій — у міфології слов'ян, зокрема українців, тепла благодатна країна на заході чи півдні, місце проживання душ померлих і зимівлі птахів та інших тварин.

## Етимологія
Слово «вирій» — неясного походження. Вперше його зафіксовано у формі родового відмінка в «Повчанні» Володимира Мономаха: «И сему ся подивуемы, како птица небесныя изъ ирья йдуть». Існує гіпотеза, що словом «ирій» слов'яни спочатку називали небо, пересування повітряних мас. Тому «ирій» споріднене з «рій», «роїтися», «ринути». Сучасні дослідники пропонують дві вихідні форми цього слова в давньоруській мові: «ирии» та «ирьи». Також вирій, як країна, мав назву «тепли́чина» за теплу погоду, що панує там.

## Образ вирію
Вирій уявлявся як тепла країна, розташована на землях за морем, або на острові. Там панує вічне літо, або ж там літо, коли на інших землях зима й навпаки. У вирій відлітають на зиму всі птахи, а навесні повертаються до своїх гнізд. Найраніше туди відлітає зозуля, що володіє ключами від вирію, і найпізніше з нього повертається. Часом птахи повертаються завчасно і мусять відпокутувати свій поспіх. Зокрема це відбито в народній пісні, де сокіл жаліється, що повернувся, коли на землі ще лежить сніг. Також у вирії зимують оводи, а комарів вітри восени відносять туди, а весною приносять назад. Там існують теплі криниці з цілющою водою, багато водойм і ярів, тому у вирії ростуть надзвичайно великі рослини.
Вирій вважався місцем перебування бога Сонця — Хорса. У народних віруваннях там також ховається взимку все життя, переховується насіння, посіяне в землю. У вирії перебувають душі предків і душі ще ненароджених людей.
Окрім пташиного, іноді виділявся й гадючий вирій, що міститься під землею. Часом він, однак, описувався розміщеним на небі чи в абстрактному версі — змії заповзали до нього по деревах.

## Розвиток образу
На думку польського історика Анджея Кемпінського, спочатку ранні слов'яни вірили лише в один Вирій, пов'язаний з божеством, відомим як Род — він, очевидно, розташовувався далеко за морем, в кінці Чумацького Шляху. Згідно з фольклорними переказами, ворота Вирію охороняв Велес, який іноді приймав звірину подобу рарога, тримаючи в пазурах ключі від потойбічних світів. Його часто уявляли як сад за залізними воротами, що не пускали туди живих, розташований у кроні космічного древа. А на гілках, за переказами, гніздилися птахи, яких зазвичай ототожнювали з людськими душами.